# Mal (zanger)
Mal, geboren als Paul Bradley Couling, (Llanfrechfa (Wales), 27 februari 1944) is een Britse zanger. Verdere synoniemen zijn Paul Bradley, Michael Florence en Mal Ryder.

## Jeugd
Paul Coulings verhuisde op driejarige leeftijd met zijn familie naar Wolvercote bij Oxford. Op 15-jarige leeftijd verliet hij de school en werd leerling-elektricien.

## Carrière
Zijn carrière begon als zanger van de rock-'n-roll-coverband The Meteors. Al spoedig voegde hij zich bij The Spirits, de bekendste band uit Oxford, waarmee hij als Mal Ryder & the Spirits enkele singles bij onder andere Decca Records heeft uitgebracht. In 1964 tijdens de periode van de beatmuziek gingen ze in Duitsland op tournee. Na hun terugkeer in het Verenigd Koninkrijk werden The Meteors ontbonden en weinig later voegde Mal zich bij de band The Primitives, die in 1965 de single "Every Minute of Every Day" uitbrachten bij Pye Records. Ze gingen in 1966 op tournee door Noorwegen, daarna door Frankrijk en ten slotte naar Italië. Tot deze tijd was de drummer David Withers bij de band gekomen, die onder zijn bijnaam Pick bekend werd als drummer van Dire Straits.
De band kreeg een contract in de Romeinse Piper Club, de voor de beatperiode leidende evenementenlocatie in Italië, waar ook latere sterren als Patty Pravo en de Britse The Rokes optraden. Bij het platenlabel van de club verscheen het album Blow Up van The Primitives, met coverversies en eigen nummers. De single "Yeeeeeeh!" werd een groot succes. Het label besloot dat de zanger naar aanleiding van zijn impact op vrouwelijke platenkopers, in de schijnwerpers moest worden geplaatst. The Primitives werden Mal dei Primitives.

## Solo-carrière
Mal bracht eind jaren 1960 hit na hit uit. De bekendste waren "Bambolina" (1967), "Occhi neri occhi neri" (1968), "Tu sei bella come sei" (waarmee hij in 1969 deelnam aan het festival van San Remo) en ook in 1969 "Pensiero d'amore", een coverversie van de Bee Gees-hit "I've Gotta Get a Message to You". Op basis van dit nummer werd een muziekfilm gedraaid, waarmee Mal onder de naam Michael Florence ook een acteercarrière startte. Verdere films met titels als Lacrime d'amore en toentertijd in de mode komende fotoromances volgden en maakten van Mal definitief een ster in Italië.
In 1970 en 1971 nam hij opnieuw deel aan het Festival van San Remo. Hij bracht ook een coverversie uit van de rocksong "He's Gonna Step On You Again" van John Kongos. In 1972 waagde Mal weer een kortdurende trip naar Duitsland, waar hij met de singles "Wer liebt ist nie allein", "Mighty Mighty Roly Poly" (#49, 1972, Duitse hitparade) en "Alle Menschen brauchen Liebe", de Duitse versie van de Pop-Tops-song "Road to Freedom", niet echt succesvol was. Vervolgens gaf hij in 1972 een reeks concerten in Las Vegas met de band Cyan, die als Cyan Three de vroegere begeleidingsband was van Patty Pravo en waarbij in de eerste tijd de toenmalige Primitives-gitarist Dave Sumner speelde. Na enkele niet succesvolle singles keerde Mal in 1975 in de hitparade terug met een versie van "Parlami d'amore Mariù" en in 1977 met "Furia (Cavallo del West)", de titelmelodie van een populaire jeugd-tv-serie.
Na deze beide hits probeerde hij het ook als disco-zanger met Engelstalige songs onder het pseudoniem Paul Bradley, dat een deel was van zijn echte naam. Het commerciële succes was echter bescheiden. Nadat een verder optreden bij het Festival van San Remo in 1982 niet het gewenste resultaat had gebracht, nam hij tijdelijk geen verdere singles meer op, maar hij gaf wel regelmatig concerten met zijn hits uit de jaren 1960.
In 1997 en 1998 kon Mal weer nieuwe successen vieren, niet als hitparadezanger, maar als vertolker in de Italiaanse opvoering van de musical Grease. Enkele tv-optredens volgden, die uiteindelijk het besluit brachten om The Primitives weer te verenigen en naar zijn wortels terug te keren in de rock- en beatmuziek. In 2009 verscheen het album Attimi.

## Privéleven
Mal woonde in februari 2008 in Pordenone. In 1998 en 2001 werden hij en zijn vriendin ouders.

## Discografie

### Singles
met Mal Ryder & The Spirits
- 1962: Heaven's Door / Isis
- 1963: Cry Baby / Talk Over
- 1964: See the Funny Little Clown / Slow Down
- 1964: Your Friend / Forget It
- 1965: Lonely Room / Tell Your Friend

met de Primitives
- 1965: Every Minute of Every Day / Pretty Little Face
- 1966: Yeeeeeeh! / L'ombra di nessuno
- 1967: L'incidente / Johnny No!

als Mal & i Primitives
- 1967: Bambolina / Vite vendute

als Mal dei Primitives
- 1968: Betty blu / Una volta nella vita
- 1968: Tu sei bella come sei / Tu sei una donna ormai
- 1969: Pensiero d'amore / Non c'è ragione
- 1970: Occhi neri, occhi neri / Hey dove sei

als Mal
- 1970: Sole pioggia e vento / Guardo te e vedo lei
- 1970: Treno che corri / Ciao felicità
- 1970: Da lei / Oggi mi apri le braccia
- 1971: Non dimenticarti di me / Love Peace Music
- 1971: He's Gonna Step on You Again / Ti porta via
- 1972: Mighty Mighty and Roly Poly / Nowhere Left to Play
- 1972: Wer liebt ist nie allein / Weit ist der Weg nach Jerusalem
- 1972: Alle Menschen brauchen Liebe / Oh Susanna
- 1974: Crazy Kings / Love Collector
- 1975: Parlami d'amore Mariù / Oh piccolina
- 1976: Dolcemente tu / Non arrossire
- 1976: Se devo vivere / Una malattia
- 1977: Gelosia / Come stai
- 1977: Furia / Furia (instrumentaal)
- 1977: Penne colorate / La banda dei bucanieri
- 1978: Furia soldato / Furia e la bella Mariù
- 1978: Mackintosh / Piccole cose
- 1978: Uomo squalo / Sul dirigibile
- 1979: Male d'anima / Pensiero d'amore
- 1982: Sei la mia donna / Don't Save Your Love
- 1984: Coming Home / Secrets
- 1985: Cooperation / Why Not Co-Operation?

als Paul Bradley
- 1980: I'll Never Be the One / Silhouette
- 1980: Let It Be Love / Sunday
- 1986: Always Find Me Waiting / Una volta nella vita

### Albums
met de Primitives
- 1966: Blow Up
- 2001: Maladjusted

als Mal dei Primitives
- 1967: Sua eccellenza Mal dei Primitives
- 1968: Mal dei Primitives

als Mal
- 1969: Mal
- 1970: Mal (twee verschillende lp's)
- 1975: Parlami d'amore
- 1976: Chiudi gli occhi
- 1977: Furia
- 1979: Uomo squalo e altre storie
- 1983: Cooperation
- 1991: Yeeeah!
- 1996: Quella Luce negli Occhi
- 2006: Pop Christmas with Mal
- 2009: Attimi

als Paul Bradley
- 1981: Silhouette

## Filmografie
- 1968: Il cavallo in doppio petto
- 1969: Pensiero d'amore
- 1970: Amore Formula 2
- 1970: Lacrime d'amore
- 1970: Terzo canale avventura a Montecarlo